# 野町祐太
野町 祐太（のまち ゆうた、1987年5月8日 - ）は、日本の男性声優。以前はシグマ・セブンeに所属していた。高知県出身。身長は171cm。血液型はB型。アミューズメントメディア総合学院卒業。

## 経歴・人物
アミューズメントメディア総合学院2年生のとき、『シグマ・セブン 声優オーディション2007』に合格する。

## 出演作品

### テレビアニメ
2010年
- 俺の妹がこんなに可愛いわけがない（スタッフ）

### ゲーム
- 千両記（常勝）

### 吹き替え
- iCarly

### 実写
- アニソン★カフェ ゆめが丘（tvk：2009年1月14日 - 9月25日）

### ラジオ
- アニたまどっとコム（ラジオ関西：2007年2月、ブリッジナビゲーター）
- 岩田光央・鈴村健一 スウィートイグニッション（ラジオ大阪：学院インフォマーシャル）

### デジタルコミック
- Beeマンガ
  - アロマチック・ビターズ（2010年、裕介）
  - カメレオン（2011年、宮園蘭丸）
  - 働きマン（2011年、田中邦夫）
  - 柴田さんちのエリザベス（2011年、柴田歩巳）

### 舞台
- 劇団しし座 第67回公演 愚者には見えないラ・マンチャの王様の裸（息子 / ワッハホール）
- 学院プロデュース公演 心の目・開いて（ラジオ大阪共同主催 / 新大阪メルパルクホール）
- チョコレイト旅団第五回公演「ラストマンスタンディングマッチ」(2015年2月26日-3月2日、中野ウエストエンドスタジオ、脚本：田光葵、演出：浮谷泰史) - 主演・少年 役
- チョコレイト旅団第六回公演「傷つくな、鮮やかに浮遊せよ」(2015年9月18日-22日、てあとるらぽう、作：田光葵、演出：浮谷泰史) - ドロボー 役
- チョコレイト旅団第七回公演「ぱれゐど」(2016年4月2日-4日、APOCシアター、作：田光葵、演出：浮谷泰史) - 先生 役
- 劇団軌跡 15周年記念公演「また逢おうと竜馬は言った」(2016年12月9日-11日、大塚萬劇場、脚本：成井豊、演出：久賀健治) - 岡本 役
- チョコレイト旅団第8回公演「夭逝のおっぽ」(2017年7月12日-16日、小劇場「楽園」、作：内河啓介、演出：浮谷泰史) - 小林千里 役
- 演劇ユニットroot SEVEN 第4回公演「LOVE SONG」(2017年11月15日-19日、シアターkassai、作：吉田なが乃、演出：浮谷泰史) - 陽介 役
- Rebel Groupプロデュース「いと、さよなら」(2018年1月24日-28日、スターフィールド劇場、脚本・演出：浮谷泰史) - 石肌議員 役
- チョコレイト旅団「ジルと氷の王国」(2018年2月28日-3月4日、下北沢「劇」小劇場) - 作・演出：浮谷泰史) - トルンクス 役
- チョコレイト旅団「16-じゅうごあまりひとつ-」(2018年5月30日-6月3日 下北沢小劇場「楽園」、作・演出：浮谷泰史) - ドール 役
- 劇団東京都鈴木区「いるわけないしっ！」（2025年7月15日- 1日〈予定〉、中野スタジオあくとれ、作・演出：鈴木智晴）[2]